# Guichard I. Dauphin
Guichard (I.) Dauphin (* wohl 1331; † 1403 vor dem 7. Dezember) war ein französischer Adliger und Militär und als Großmeister der Armbrustschützen Großoffizier der Krone. Er war Seigneur de Jaligny, de Treteaux (im heutigen Département Allier) et de La Ferté-Chauderon (im heutigen Département Nièvre).

## Leben
Guichard Dauphin war zweite Sohn von Robert (I.) Dauphin genannt le Sage, Seigneur de Jaligny (durch seine Ehe) et de Saint-Ilpize, und Isabeau de Châtelperron, Dame de Jaligny et de Treteaux, Tochter von Hugues de Châtelperron, Seigneur de Châtelperron et de La Ferté-Chauderon, und Robert Dauphins zweite Ehefrau. Seine Eltern schlossen den Ehevertrag am 1. Juni 1329, das Paar bekam kurz hintereinander zwei Söhne, Hugues und Guichard, so dass für den Erstgeborenen das Geburtsjahr 1330 und den Zweitgeborenen das postume (Robert Dauphin starb am 19. Oktober 1330) Geburtsjahr 1331 angenommen werden kann.
Sein Halbbruder Robert (II.) Dauphin aus der ersten Ehe seines Vaters erbte dessen Herrschaft Saint-Ilpize. Die Witwe Isabeau de Châtelperron heiratete kurz vor 1334 Guy (bâtard) de Bourbon, Seigneur de Clessy et de La Ferté-Chauderon (ebenfalls durch seine Ehe). Hugues Dauphin, der 1351 Seigneur de Jaligny war, fiel am 19. September 1356 in der Schlacht bei Poitiers, er blieb ledig und kinderlos.
Guichard Dauphin, der seit 1347 bezeugt ist, beerbte seinen Bruder und – zumindest indirekt – seine Mutter, und war um 1356 soweit begütert, das er heiraten konnte. Er schloss die Ehe mit Isabeau de Sancerre († 1373) Tochter von Louis II., Comte de Sancerre, und Béatrice de Roucy, Witwe von Pierre de Graçay und Schwester von Louis de Sancerre († 1402), der 1368 Marschall von Frankreich und 1397 Connétable von Frankreich wurde, und durch den er Zugang zum engsten Führungskreis des Königreichs bekam.
Er war ein bedeutender Kampfgefährte des Herzogs Louis II. de Bourbon und spielte eine aktive Rolle bei der Verteidigung des Bourbonnais während der Zeit des Herzogs in England von 1360 bis 1367 als einer der Geiseln, die im Austausch gegen König Johann II. an den englischen Hof gebracht wurden. Dies brachte ihm bei der Rückkehr des Herzogs die Auszeichnung ein, in den aus diesem Anlass gegründeten Ordre de l’Écu d’Or aufgenommen zu werden.
Guichard Dauphin wurde Rat des französischen Königs, Gouverneur des späteren Königs Karl VI. in dessen Jugend und 1379 als Nachfolger des abgesetzten Hugues de Châtillon-Dampierre Großmeister der Armbrustschützen, allerdings bereits 1382 wieder abgesetzt, wobei sein Vorgänger auch sein Nachfolger wurde. 1399 wurde er als Nachfolger von Jean IV. de Bueil ein zweites Mal ernannt, dieses Mal behielt er das Amt bis zu seinem Tod.
Kinder aus seiner Ehe mit Isabeau de Sancerre sind:
- Guichard (II.) (* wohl 1365/71; X 25. Oktober 1415 in der Schlacht von Azincourt) Seigneur de Jaligny, de Treteaux  et de La Ferté-Chauderon, Großmeister von Frankreich und Gouverneur der Dauphiné; ⚭ Anne de Culant († nach 1415)
- Louis († jung)

In zweiter Ehe heiratete er Marguerite de Frolois († 1401), Tochter von Jean de Frolois, Seigneur de Molinot, de Montfort et de Jaulges, und Isabeau d’Arcis, Dame de Pacy, Witwe von Simon de Châteauvillain, Seigneur de Bayé et de Pleurs, und Jean de Châtillon-en-Bazois. Aus dieser Ehe sind keine Kinder bekannt.
Darüber hinaus hatte er einen unehelichen Sohn von einer unbekannten Frau: Claudin de Jaligny, 1405/07 bezeugt, Seigneur de Dornes-en-Nivernais.